# Electronic Frontier Foundation
Electronic Frontier Foundation (viết tắt là EFF) là một nhóm quyền kỹ thuật số phi lợi nhuận quốc tế có trụ sở tại San Francisco, California. Quỹ được thành lập vào tháng 7 năm 1990 bởi John Gilmore, John Perry Barlow và Mitch Kapor nhằm thúc đẩy các quyền tự do dân sự trên Internet.  EFF cung cấp ngân quỹ để bảo vệ pháp lý trước tòa, trình bày tóm tắt amicus curiae, bảo vệ các cá nhân và công nghệ mới khỏi những gì mà tổ chức này coi là các mối đe dọa pháp lý lạm dụng, hoạt động để vạch trần sự bất chính của chính phủ, cung cấp hướng dẫn cho chính phủ và tòa án, tổ chức hành động chính trị và gửi thư hàng loạt, hỗ trợ một số công nghệ mới mà nó tin rằng bảo vệ quyền tự do cá nhân và quyền tự do dân sự trực tuyến, duy trì cơ sở dữ liệu và các trang web về tin tức và thông tin liên quan, giám sát và thách thức luật pháp tiềm ẩn mà nó cho rằng sẽ vi phạm quyền tự do cá nhân và sử dụng hợp pháp và đưa ra danh sách những gì nó cho là lạm dụng bằng sáng chế với ý định đánh bại những bằng sáng chế mà nó cho là không có giá trị.